# Estadio Bryne
El Estadio Bryne es un estadio multiusos ubicado en la ciudad de Bryne en Noruega y actualmente es la sede del Bryne FK.

## Historia
Fue inaugurado en 1946 y remodelado en 1977. El récord de asistencia fue en 1980 cuando 13 621 espectadores asistieron al partido entre el Bryne FK contra el Viking FK. Actualmente el estadio tiene capacidad para 4000 espectadores.